# Сеньор, Хуан Антонио
Хуа́н Анто́нио Сеньо́р Го́мес (исп. Juan Antonio Señor Gómez; род. 26 августа 1958, Мадрид) — испанский футболист, выступал на позиции полузащитника. По завершении игровой карьеры — футбольный тренер.
Известен по выступлениям за «Сарагосу» и национальную сборную Испании. Имеет на своём счету 41 матч в составе национальной сборной.

## Карьера

### Клубная
Родился 26 августа 1958 года в Мадриде. Воспитанник футбольной школы клуба «Реал Мадрид». В профессиональном футболе дебютировал в 1978 году выступлениями за «Алавес», в котором провел три сезона.
В 1981 году перешёл в клуб «Реал Сарагоса», за которую отыграл 9 сезонов. В составе «Сарагосы» завоевал титул обладателя Кубка Испании. Завершил профессиональную карьеру футболиста в 1990 году из-за проблем с сердцем.

### Международная
27 октября 1982 года дебютировал в официальных играх в составе сборной Испании в матче квалификации к Евро 1984 против сборной Исландии, который завершился со счетом 1-0 в пользу пиренейцев.
В составе сборной был участником чемпионата Европы 1984 во Франции, где вместе с командой завоевал «серебро», а также чемпионата мира 1986 года в Мексике.
На протяжении карьеры в национальной команде, которая длилась 7 лет, провел за неё 41 матч, забив 6 голов.

## Тренерская карьера
Начал тренерскую карьеру, вернувшись к футболу после небольшого перерыва, в 1999 году, возглавив тренерский штаб клуба «Мерида».
В дальнейшем возглавлял испанские команды «Саламанка» и «Картахена». Последним местом тренерской работы был клуб «Логроньес», который Сеньор возглавлял в качестве главного тренера до 2004 года.

## Достижения
«Реал Сарагоса»
- Обладатель Кубка Испании: 1986